# Glinka (Barciany)
Glinka (deutsch Friedrichswiese) ist eine kleine Ortschaft in der polnischen Woiwodschaft Ermland-Masuren und gehört zur Gmina Barciany (Landgemeinde Barten) im Powiat Kętrzyński (Kreis Rastenburg).

## Geographische Lage
Glinka liegt in der nördlichen Woiwodschaft Ermland-Masuren, 13 Kilometer nördlich der Kreisstadt Kętrzyn (deutsch Rastenburg).

## Geschichte
Am 31. Oktober 1857 wurde aus dem als großer Hof konzipierte Abbau Lemke der kleine Ort Friedrichswiese. Im Amtsblatt der königlichen Regierung zu Königsberg war an dem Tag zu lesen: Dem in den Grenzen der Dorfschaft Taberwiese, Kreises Rastenburg, neu entstandenen, dem Besitzer Friedrich Lemke gehörige Abbau ist der Name Friedrichswiese beigelegt worden, wodurch jedoch in den Kommunalen, Polizeilichen und sonstigen Verhältnissen nichts geändert wird. Bis 1945 war Friedrichswiese ein Wohnplatz der Gemeinde Taberwiese (polnisch Taborzec) im ostpreußischen Kreis Rastenburg. Im Jahre 1885 zählte der kleine Ort 24, im Jahre 1905 noch 27 Einwohner.
1945 kam in Kriegsfolge das gesamte südliche Ostpreußen zu Polen. Friedrichswiese erhielt die polnische Namensform „Glinka“ und ist heute „Część wsi Taborzec“ ein „Teil des Dorfes Taborzec“ (Taberwiese) innerhalb der Landgemeinde Barciany (Barten) im Powiat Kętrzyński (Kreis Rastenburg), bis 1998 der Woiwodschaft Olsztyn, seither der Woiwodschaft Ermland-Masuren zugehörig.

## Kirche
Bis 1945 war Friedrichswiese in die evangelische Kirche Barten in der Kirchenprovinz Ostpreußen der Kirche der Altpreußischen Union sowie in die katholische Kirche Rastenburg im damaligen Bistum Ermland eingepfarrt. Heute gehört Glinka katholischerseits zur Pfarrei Herz Mariä in Barciany im jetzigen Erzbistum Ermland, außerdem zur evangelischen Kirche in Barciany, die jetzt eine Filialkirche der Johanneskirche Kętrzyn in der Diözese Masuren der Evangelisch-Augsburgischen Kirche in Polen ist.

## Verkehr
Glinka liegt an einer Nebenstraße, die die Woiwodschaftsstraße 590 bei Radosze (Freudenberg) mit Skoczewo (Hermannshof) unweit der Woiwodschaftsstraße 591 (ehemalige deutsche Reichsstraße 141) verbindet. Eine Anbindung an den Bahnverkehr besteht nicht.